# 位置条例
位置条例（いちじょうれい）とは地方公共団体の事務所の位置に関する条例。

## 概要
地方自治法第4条第1項は、地方公共団体の事務所（都道府県庁、市役所、町役場等のこと）を定め、これを変更するときは条例でこれを定めなければならないとしている。そのため、地方公共団体では、次の例に掲げるように「○○の位置に関する条例」や「○○の位置を定める条例」のような形で条例が定められていることが多い。
- 東京都庁の位置を定める条例（昭和60年東京都条例第71号）
- 市の事務所の位置に関する条例（昭和34年横浜市条例第2号）

2020年（令和2年）の横浜市役所庁舎の移転のため、平成26年横浜市条例第55号により改正されている。
- 旭川市の事務所の位置に関する条例（昭和32年旭川市条例第3号）

位置条例中の市役所の住所が誤ったまま51年間放置されていた例。
なお、地方自治法の施行日である1947年（昭和22年）5月3日の時点で現に存在していた事務所は、地方自治法法施行規程第1条の規定により地方自治法第4条第1項の条例で定めたものとみなされたので、同日から一度も庁舎を移転しておらず、事務所の位置が同じ場合（例：神奈川県庁）等は、位置条例を定めていないこともある。
事務所がどこに存在するかは住民への影響が大きいため、地方自治法第4条第3項でその位置の設定や変更には当該議会において出席議員の3分の2以上の者の同意が必要と規定されている。1947年に地方自治法が制定された当初は議会の位置の変更については議会の議員の過半数の議決で可能であったが、1950年の地方自治法改正により、同年5月25日以降は3分の2以上の特別多数議決が必要と規定された。
1952年の地方自治法改正により、事務所の位置設定について住民の利便性を考慮する旨の規定が付け加えられた。